# Marketing urbain
 (décembre 2021).

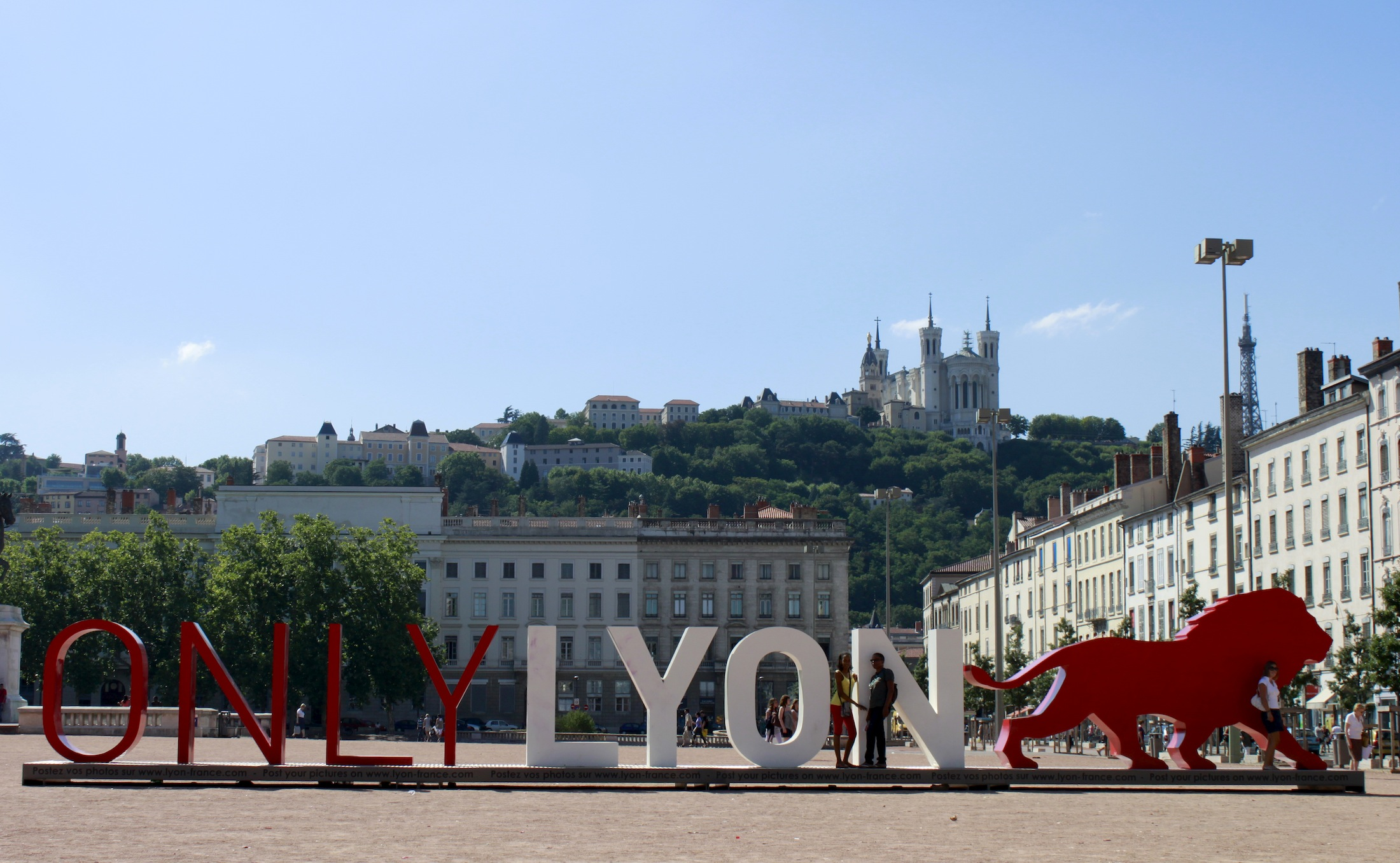
La marque « Only Lyon », initiative de marketing urbain de la ville de Lyon.

Le marketing urbain ou city branding est une approche qui applique les techniques du marketing à la promotion et la valorisation des villes. Le marketing urbain peut être vu comme une déclinaison urbaine de la notion de marketing territorial.
Dans l'espace mondialisé, avec l'importance croissante du phénomène de métropolisation, l'enjeu pour les villes consiste à attirer les hommes et les capitaux pour conforter leur croissance. Dans ce contexte, la compétition entre les villes se développe et les techniques utilisées dans le monde économique, dont le marketing, tendent à imprégner la sphère des décideurs urbains. 

## Exemples
De nombreuses campagnes de publicité ont été et continuent à être lancées pour véhiculer ou modifier l'image des villes. 
Quelques exemples de marques créées pour promouvoir l'image de villes, sur des plans touristiques ou économiques :
- "I Love New York" créée pour promouvoir l'État de New York mais très couramment associée à la ville de New York ;
- "I amsterdam" pour promouvoir la ville d'Amsterdam ;
- "Visit London" et "Think London" pour promouvoir la ville de Londres ;
- "Onlylyon" pour promouvoir la ville de Lyon ;
- "Be Brussels" pour promouvoir la Région de Bruxelles-Capitale, etc.

L'ouverture de nouvelles lignes de tramway peut être vue comme une opération de marketing urbain. Ainsi la ville Montpellier a-t-elle mis en circulation un véhicule dont l'aspect extérieur a été personnalisé par le constructeur et qui a été décoré par un illustrateur. Il s'agit bien ici d'agir sur l'image de la ville à partir d'un mode de transport visible dans les rues, reconnaissable et dont l'image positive est étroitement associée à celle de la ville. La ville de Strasbourg a décoré les fenêtres du tramway avec des stickers ressemblant  aux vitraux de la cathédrale, cette mesure a pour but d'augmenter les visites guidées de la cathédrale.